# ناحیه دریاچه ماهی، شهرستان چیزاگو، مینه سوتا
ناحیه دریاچه ماهی (به انگلیسی: Fish Lake Township) یک منطقهٔ مسکونی در ایالات متحده آمریکا است که در شهرستان چیساکو، مینه‌سوتا واقع شده‌است.
 ناحیه دریاچه ماهی ۸۹٫۹ کیلومتر مربع مساحت و ۲٬۰۱۲ نفر جمعیت دارد و ۲۸۲ متر بالاتر از سطح دریا واقع شده‌است.